# C21H29N3O
化学式C21H29N3O（摩尔质量：339.48 g/mol）可能指：
- 丙吡胺，CAS号：3737-09-5
- U-101958，CAS号：170856-57-2
- LSM-36496，PubChem CID：139032382

|  | 这个同类索引页列出了具有相同分子式的化学物（即同分異構體）条目。 除非您是有意链接至本页，否则应将相应条目的内部链接指向正确的条目。 |